# توماس ك. جيبسون
توماس ك. جيبسون (بالإنجليزية: Thomas K. Gibson)‏ هو شخصية أعمال وفلاح وسياسي أمريكي، ولد في 4 ديسمبر 1811، وتوفي في 3 يناير 1900. حزبياً، نشط في الحزب الديمقراطي. وقد انتخب عضو مجلس ولاية ويسكونسن.